# Азизян, Наполеон Суренович
Наполео́н Суре́нович Азизя́н (арм. Նապոլէոն Ազիզյան, 17 января 1946, Ереван — 13 ноября 2020) — бывший депутат парламента Армении.
- 1966—1971 — Ереванский государственный университет. Товаровед.
- 1962—1964 — работал на Ереванском бумажно-картонном комбинате рабочим.
- 1966—1976 — работал в системе торговли и общепита.
- 1976—1982 — являлся начальником цеха, начальником производства, заместителем директора Ереванского этикетно-упаковочного комбината.
- 1982—1983 — директор универсама «Ачапняк».
- 1983—1985 — заместитель директора Ереванского этикетно-упаковочного комбината.
- 1985—1986 — директор завода «Бжни».
- 1986—1990 — директор пищеторга N8.
- 1990—1991 — директор объединения «Ткани-одежда-обувь».
- 1991—1992 — директор оптовой и мелкооптовой базы Айкоопа.
- 1997—1999 — директор ООО «Флан».
- 1999—2003 — был депутатом парламента. Член постоянной комиссии по финансово-кредитным, бюджетным и экономическим вопросам. Член фракции «Право и единение».
- 2003—2007 — вновь депутат парламента. Член постоянной комиссии по финансово-кредитным, бюджетным и экономическим вопросам. Член партии «Национальное единение».